# Mamaevia vysineki
Mamaevia vysineki är en tvåvingeart som beskrevs av Skuhravß 1967. Mamaevia vysineki ingår i släktet Mamaevia och familjen gallmyggor. Inga underarter finns listade i Catalogue of Life.